# Deklarativsatz
Der Deklarativsatz (lateinisch declaratio, ‚Kundmachung‘, ‚Offenbarung‘; auch: deklarativer Satz, Aussagesatz, Behauptungssatz, Erzählsatz, Konstativsatz) ist neben Fragesatz und Aufforderungssatz eine der drei grundlegenden Satzarten.

## Der Deklarativsatz im Deutschen
Deklarativsätze sind Satzarten, die eine Behauptung aufstellen, also eine Aussage machen, die wahr oder falsch sein könnte; explizit signalisiert werden kann dies auch durch den zusätzlichen Gebrauch von Ausdrücken wie der Meinung sein, behaupten, feststellen, sagen … dass
```
„Sie 
machte
 schnell die Tür zu.“
„Paul 
hat
 gestern nicht zu Mittag gegessen.“
```

## Sprachwissenschaftliche Betrachtung

### Veraltete Definition
Ross entwickelte den Begriff 1968 für die Transformationsgrammatik. Der Deklarativsatz ist somit ein Satz, welcher (in der Tiefenstruktur) von Verben des Sagens (verbum dicendi) oder Wahrnehmungsverben (verbum sentiendi) abhängt. Also Verben wie „der Meinung sein, behaupten, feststellen, sagen usw.“
```
„Ich bin der Meinung, dass etwas geschehen muss.“
```

### Neudefinition
In der Folgezeit ergaben sich jedoch Probleme mit der Definition von Ross. Eine unmarkierte Äußerung konnte mittels performativer Analyse aus der Tiefenstruktur abgeleitet werden von einem gedachten Deklarativsatz.
```
„Die Preise fallen.“ ← „Ich sage dir (hiermit), (dass) die Preise fallen.“
```

Schwierigkeiten ergaben sich bei der Herleitung von Sätzen wie:
```
„Kinder zu bekommen ist sozial.“ ← „Ich behaupte, dass Kinder zu bekommen sozial ist.“
„Chomskys Minimalismus ist radikal.“ ← „Ich behaupte, dass Chomskys Minimalismus radikal ist.“
```

Unter anderem Grewendorf und Fries wiesen diese Herleitung als inadäquat ab.
Inzwischen scheint eine Einigung bezüglich der Umdefinition anzustehen, welche darauf hinausläuft, den Satzmodus Deklarativsatz als eine Satzart zu definieren,
- deren Wortstellung mit der normalen Wortstellung der betreffenden Sprache identisch ist (also nicht markiert)
- und eine Feststellung bekundet (Die Äußerung ist also ein Assertiv).

Die deutsche Sprache markiert den Deklarativ im Hauptsatz durch eine Kombination aus Verb-Zweitstellung (vereinzelt jedoch auch Verberststellung), Topikalisierung und Verbform (nämlich Modus). Andere Sprachen signalisieren Deklarativsätze mittels Intonation durch steigenden und fallenden Tonverlauf. Weitere (wie z. B. Walisisch) ergänzen explizit (deklarative) Funktionswörter, welche in der Satzkonstruktion nur im Hauptsatz zugelassen sind, jedoch nicht in abhängigen oder eingebetteten Sätzen.
```
dt.: „Er kommt ja.“ – vs. – „Ich weiß, dass er ja kommt.“
```